# 川添睦身
川添 睦身（かわぞえ むつみ、1933年11月20日 - ）は、日本の政治家。自由民主党所属の元宮崎県議会議員（8期）。元第58代宮崎県議会議長。元自民党宮崎県連会長。
宮崎県宮崎市出身。衆議院議員・江藤隆美の秘書を経て、1975年4月宮崎県議会議員に初当選。以後連続8期当選。1995年より宮崎県議会議長に就任。1997年、自民党宮崎県連幹事長に就任。2005年には自民党宮崎県支部連合会会長に就任した。